# Tuyến SRT Đỏ Đậm
Tuyến SRT Đỏ Đậm (còn được gọi là Tuyến Thani Ratthaya (tiếng Thái: รถไฟชานเมือง สายธานีรัถยา)), là một phần của của hệ thống đường sắt ngoại ô SRT Tuyến Đỏ phục vụ cho Vùng đô thị Bangkok dài 26 km (16 mi) giữa đoạn Krung Thep Aphiwat và Rangsit.
Vào giữa tháng 11 năm 2020, Bộ trưởng Bộ Giao thông Vận tải tuyên bố rằng miễn phí vé thử nghiệm cho đến tháng 3 năm 2021 với đầy đủ các dịch vụ sẽ dự tính hoạt động từ tháng 11 năm 2021. Vào cuối tháng 2 năm 2021, SRT xác nhận sẽ miễn phí vé trong thời gian chạy thử đến ngày 26 tháng 3 năm 2021 với đầy đủ các dịch vụ sẽ hoạt động từ ngày 28 tháng 7 năm 2021. Tuy nhiên, vào tháng 7 năm 2021 SRT một lần nữa trì hoãn miễn ví vé thử nghiệm cho đến ngày 2 tháng 8 năm 2021.
Tuyến chính thức mở cửa chạy thử nghiệm vào ngày 2 tháng 8 năm 2021. Dịch vụ thương mại bắt đầu từ ngày 29 tháng 11 năm 2021.
Một đoạn 8,84 km (5,49 mi) mở rộng từ Rangsit đến Đại học Thammasat đã bị trì hoãn do vụ đấu thầu vào tháng 6 năm 2022. Tuy nhiên, trì hoãn đã dời đến tháng 12 năm 2022 và sau đó là tháng 2 năm 2023. Với cuộc bầu cử quốc gia ngày 14 tháng 5 năm 2023 và sự chậm trễ đang diễn ra trong việc thành lập chính phủ mới, khả năng các cuộc đấu thầu sẽ không diễn ra cho đến cuối năm 2023. Vào cuối tháng 6, một nguồn tin của MOT cho biết việc kéo dài tuyến có thể trình lên Nội các để phê duyệt vào tháng 10 năm 2023 và nếu được thông qua, việc đấu thầu sẽ được diễn ra vào Quý I năm 2024.

## Nhà ga
Hiện tại, tàu sẽ dừng tại các nhà ga. Tàu tốc hành sẽ đưa vào hoạt động khi các giai đoạn còn lại hoàn thành.
| Mã                                              | Tên ga                        | Tiếng Thái                 | Tàu tốc hành (dự án) | Tàu nội thành | Chuyển đổi                                            | Vị trí          |
| ----------------------------------------------- | ----------------------------- | -------------------------- | -------------------- | ------------- | ----------------------------------------------------- | --------------- |
|                                                 |                               |                            |                      |               |                                                       |                 |
| Giai đoạn II - Mở rộng phía Bắc                 |                               |                            |                      |               |                                                       |                 |
| RN14                                            | Đại học Thammasat             | มหาวิทยาลัยธรรมศาสตร์ ศูนย์รังสิต | ●                    | ●             |                                                       | Pathum Thani    |
| RN13                                            | Chiang Rak                    | เชียงราก                    |                      | ●             |                                                       | Pathum Thani    |
| RN12                                            | Đại học Bangkok               | มหาวิทยาลัยกรุงเทพ            |                      | ●             |                                                       | Pathum Thani    |
| RN11                                            | Khlong Nueng                  | คลองหนึ่ง                    |                      | ●             |                                                       | Pathum Thani    |
| Giai đoạn I                                     |                               |                            |                      |               |                                                       |                 |
| RN10                                            | Rangsit                       | รังสิต                       | ●                    | ●             |                                                       | Pathum Thani    |
| RN09                                            | Lak Hok (Đại học Rangsit)     | หลักหก (มหาวิทยาลัยรังสิต)      |                      | ●             |                                                       | Pathum Thani    |
| RN08                                            | Don Mueang                    | ดอนเมือง                    | ●                    | ●             | Sân bay quốc tế Don Mueang ARL                        | Bangkok         |
| RN07                                            | Kan Kheha                     | การเคหะ                    |                      | ●             |                                                       | Bangkok         |
| RN06                                            | Lak Si                        | หลักสี่                       |                      | ●             | MRT                                                   | Bangkok         |
| RN05                                            | Thung Song Hong               | ทุ่งสองห้อง                   |                      | ●             |                                                       | Bangkok         |
| RN04                                            | Bang Khen                     | บางเขน                     |                      | ●             | MRT : Bang Khen (giai đoạn thiết kế)                  | Bangkok         |
| RN03                                            | Wat Samian Nari               | วัดเสมียนนารี                 |                      | ●             |                                                       | Bangkok         |
| RN02                                            | Chatuchak                     | จตุจักร                      |                      | ●             |                                                       | Bangkok         |
| RN01                                            | Bang Sue (Krung Thep Aphiwat) | กรุงเทพอภิวัฒน์                | ●                    | ●             | SRT MRT : Bang Sue ARL                                | Bangkok         |
| RS01                                            | Bang Sue (Krung Thep Aphiwat) | กรุงเทพอภิวัฒน์                | ●                    | ●             | SRT MRT : Bang Sue ARL                                | Bangkok         |
| Giai đoạn III - Mở rộng phía Nam                |                               |                            |                      |               |                                                       |                 |
| RS02                                            | Pradiphat                     | ประดิพัทธ์                    |                      | ●             | SRT                                                   | Bangkok         |
| RS03                                            | Sam Sen                       | สามเสน                     |                      | ●             | SRT                                                   | Bangkok         |
| RS04                                            | Ratchawithi                   | ราชวิถี                      |                      | ●             | SRT                                                   | Bangkok         |
| RS05                                            | Yommarat                      | ยมราช                      |                      | ●             | MRT : Yommarat (đã đấu thầu)                          | Bangkok         |
| RS06                                            | Yot Se                        | ยศเส                       |                      | ●             | BTS : Yot Se (đề xuất mở rộng)                        | Bangkok         |
| RS07                                            | Hua Lamphong                  | หัวลำโพง                    | ●                    | ●             | MRT : Hua Lamphong                                    | Bangkok         |
| Giai đoạn IV                                    |                               |                            |                      |               |                                                       |                 |
| RS08                                            | Khlong San                    | คลองสาน                    |                      | ●             | BTS                                                   | Bangkok         |
| RS09                                            | Wongwian Yai                  | วงเวียนใหญ่                  |                      | ●             | BTS : Wongwian Yai MRT : Wongwian Yai (đang xây dựng) | Bangkok         |
| RS10                                            | Talat Phlu                    | ตลาดพลู                     |                      | ●             | BTS : Talat Phlu                                      | Bangkok         |
| RS11                                            | Taksin                        | ตากสิน                      | ●                    | ●             | BTS : Wutthakat                                       | Bangkok         |
| RS12                                            | Chom Thong                    | จอมทอง                     |                      | ●             |                                                       | Bangkok         |
| RS13                                            | Wat Sai                       | วัดไทร                      |                      | ●             |                                                       | Bangkok         |
| RS14                                            | Wat Sing                      | วัดสิงห์                      | ●                    | ●             |                                                       | Bangkok         |
| RS15                                            | Bang Bon                      | บางบอน                     |                      | ●             |                                                       | Bangkok         |
| Giai đoạn V                                     |                               |                            |                      |               |                                                       |                 |
| RS16                                            | Rang Sakae                    | รางสะแก                    |                      | ●             |                                                       | Bangkok         |
| RS17                                            | Rang Pho                      | รางโพธิ์                     | ●                    | ●             |                                                       | Bangkok         |
| RS18                                            | Sam Yaek                      | สามแยก                     |                      | ●             |                                                       | Bangkok         |
| RS19                                            | Phrom Daen                    | พรมแดน                     |                      | ●             |                                                       | Bangkok         |
| RS20                                            | Thung Si Thong                | ทุ่งสีทอง                     | ●                    | ●             |                                                       | Samut Sakhon    |
| RS21                                            | Bang Nam Chuet                | บางน้ำจืด                    |                      | ●             |                                                       | Samut Sakhon    |
| RS22                                            | Khok Khwai                    | คอกควาย                    |                      | ●             |                                                       | Samut Sakhon    |
| RS23                                            | Ekkachai                      | เอกชัย                      | ●                    | ●             |                                                       | Samut Sakhon    |
| RS24                                            | Maha Chai                     | มหาชัย                      | ●                    | ●             |                                                       | Samut Sakhon    |
| Giai đoạn VI (Không có khả năng được xây dựng)  |                               |                            |                      |               |                                                       |                 |
| x                                               | Tha Chalom                    | ท่าฉลอม                     |                      |               |                                                       | Samut Sakhon    |
| x                                               | Nok Lek                       | นกเล็ก                      |                      |               |                                                       | Samut Sakhon    |
| x                                               | Si Kot                        | สีคต                        |                      |               |                                                       | Samut Sakhon    |
| x                                               | Bang Krachao                  | บางกระเจ้า                  |                      |               |                                                       | Samut Sakhon    |
| x                                               | Ban Bo                        | บ้านบ่อ                      |                      |               |                                                       | Samut Sakhon    |
| x                                               | Bang Thorat                   | บางโทรัด                    |                      |               |                                                       | Samut Sakhon    |
| x                                               | Ban Ka Long                   | บ้านกาหลง                   |                      |               |                                                       | Samut Sakhon    |
| x                                               | Ban Na Khwang                 | บ้านนาขวาง                  |                      |               |                                                       | Samut Sakhon    |
| x                                               | Ban Na Khok                   | บ้านนาโคก                   |                      |               |                                                       | Samut Sakhon    |
| x                                               | Ban Ket Muang                 | บ้านเขตเมือง                 |                      |               |                                                       | Samut Songkhram |
| x                                               | Lad Yai                       | ลาดใหญ่                     |                      |               |                                                       | Samut Songkhram |
| x                                               | Bang Krabun                   | บางกระบูน                   |                      |               |                                                       | Samut Songkhram |
| x                                               | Mae Klong                     | แม่กลอง                     |                      |               |                                                       | Samut Songkhram |
| Giai đoạn VII (Không có khả năng được xây dựng) |                               |                            |                      |               |                                                       |                 |
| x                                               | Bang Khan Thong               | บางขันทอง                   |                      |               |                                                       | Samut Songkhram |
| x                                               | Plai Phong Phang              | ปลายโพงพาง                 |                      |               |                                                       | Samut Songkhram |
| x                                               | Wat Pleng                     | วัดเพลง                     |                      |               |                                                       | Ratchaburi      |
| x                                               | Pak Tho                       | ปากท่อ                      |                      |               | SRT Tuyến Nam                                         | Ratchaburi      |
|                                                 |                               |                            |                      |               |                                                       |                 |

## Liên kết
- "SRT Red Line website" Lưu trữ ngày 4 tháng 4 năm 2017 tại Wayback Machine
- Airport Rail Link, BTS, MRT & BRT network map